# 테이블 와인
테이블 와인(table wine)은 2개의 각기 다른 의미를 지니고 있는 포도주 용어이다: 1) 와인 스타일, 2) 포도주 분류에 속하는 품질.
미국에서 테이블 와인은 주로 와인 스타일로 규정한다: 강화 포도주가 아니고 발포성 포도주가 아니면서 값이 비싸지 않은 일반적인 포도주.
유럽 포도주 규제에 따르면 테이블 와인은 2개의 보편적인 품질 분류 가운데 낮은 것, 그리고 QWPSR 가운데 높은 것. EU 내 모든 레벨의 국가 포도주 분류 시스템은 TW나 WRPSR 중 하나에 속하지만 실제 와인 레이블에 표시되는 용어는 EU 규제에 따른 포도주법에 의해 정의된다.
대부분의 EU 국가들은 테이블 와인을 국가 공식 언어에 맞게 국가별로 분류하고 있다. 예를 들어 프랑스에서는 vin de table, 이탈리아에서는 vino da tavola, 스페인에서는 vino de mesa, 포르투갈에서는 vinho de mesa, 독일에서믐 Tafelwein, 그리스에서느 ㄴεπιτραπέζιος οίνο라고 부른다. 이 분류는 국가별로 가장 낮은 레벨의 분류를 의미한다.

## 미국
Alcohol and Tobacco Tax and Trade Bureau와 미국연방규정집은 테이블 와인을 최대 14% 도수의 그레이프 와인으로 정의한다. 14%와 24% ABV 사이의 포도주는 디저트 와인으로 부른다.